# فهرست ناحیه های لسوتو بر پایه شاخص توسعه انسانی
این فهرستی از ناحیه‌های لسوتو بر اساس شاخص توسعه انسانی در سال ۲۰۲۲ است.
| رتبه               | ناحیه              | شاخص توسعه انسانی (۲۰۲۲) |
| توسعه انسانی متوسط | توسعه انسانی متوسط | توسعه انسانی متوسط       |
| ------------------ | ------------------ | ------------------------ |
| ۱                  | ماسرو              | ۰.۵۵۷                    |
| توسعه انسانی پایین |                    |                          |
| ۲                  | برئا               | ۰.۵۴۹                    |
| ۳                  | بوتا-بوته          | ۰.۵۲۷                    |
| ۴                  | لریبه              | ۰.۵۲۲                    |
| –                  | لسوتو              | ۰.۵۲۱                    |
| ۵                  | موهالس هوک         | ۰.۵۱۱                    |
| ۶                  | مافتنگ             | ۰.۵۰۲                    |
| ۷                  | نک قچا             | ۰.۴۸۶                    |
| ۸                  | قوتینگ             | ۰.۴۶۸                    |
| ۹                  | موکات‌لانگ          | ۰.۴۵۴                    |
| ۱۰                 | تهبا-تسکا          | ۰.۴۴۳                    |